# Xã Wills, Quận Guernsey, Ohio
Xã Wills (tiếng Anh: Wills Township) là một xã thuộc quận Guernsey, tiểu bang Ohio, Hoa Kỳ. Năm 2010, dân số của xã này là 1.613 người.